# 5.7 × 28 mm

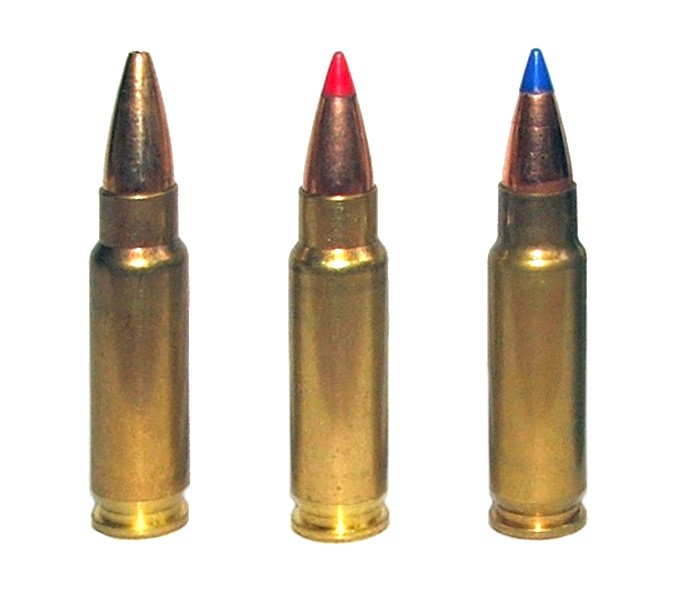
5.7 × 28 mm

5.7 × 28 mm은 파브리크 나시오날 드 에르스탈사에서 개발한 권총, 기관단총, 카빈 등에 사용되는 소구경 총탄이다.
강한 총구 에너지와 적은 반동이 특징이며, 현대 방탄복에 대해서도 유효한 관통력을 보여준다.

## 개요
SS190, 5.7 × 28mm 총탄은 군과 사법 기관에서 사용되며, 군인들이 방탄복을 착용하여 보편적인 권총탄 및 기관총탄이 효과를 발휘할 수 없는 상황을 전제로 제작되었다. 현재 몇몇 화기들만이 이 총탄을 사용한다. 예는 파이브-세븐(Five-seveN) 권총, FN P90 기관단총과 그 개량형인 FN PS90 카빈이다.
일부 군인과 경찰 요원들은, SS190 탄이 현대의 방탄복도 쉽게 관통한다는 사실을 앎에도 불구하고, 회의적으로 보고 있다. 이유는, 사법기관에서 쓰기에는 저지력이 너무 낮았기 때문이었다. 이러한 논쟁은 2004년, 브래디 운동에서 '파이브-세븐 권총에서 발사된 민수용 SS192탄이 레벨 IIA 방탄복을 관통할 수 있다.'라고 주장하면서 계속되었다. 모든 민수용 스포츠 사냥 총탄은 권총탄일지라도 이러한 관통력을 지닌다. 브래디 운동이 주장한 SS192 탄의 능력은 어떤 권위를 지닌 기관에서도 확인되지 않았다. 그리하여 BATFE(미 주류, 담배, 화기 및 폭발물 관리국)에서 관통력을 들어 불법으로 정하기 전까지는 민수용으로 계속해서 팔려나갔다. 그럼에도 불구하고, FN 사는 SS192 탄을 모두 회수하기로 하고, 대체품으로 SS196SR 탄을 내놓는다. 이 탄은, 총탄의 중량을 늘림으로서 총구 에너지를 감소시켜 방탄복에 대한 관통력을 줄이고, 폴리카보네이트 합성수지 탄두를 사용하여 확장력과 파쇄력을 증가시킨 탄이다.
FN 사의 5.7 × 28mm 황동 탄피는 자사의 총기에서 탄피 배출이 쉽도록 특수한 폴리머 코팅이 되어있다.

## 총탄 종류

### SS90
초기 시작품. 1.5g의 폴리머 심을 지닌 풀 메탈 재킷(FMJ) 탄이다. 1994년, 명중률과 관통력이 높은 SS190 탄이 나오면서 제작이 중단되었다.

### SS190
관통탄(AP, Armor Piercing)으로 명명된 대 방탄복용 FMJ 탄이다. 민간인에게 판매는 금지되어있다. 알루미늄 심을 철이 둘러싼 형식으로 되어있다. SS109 탄과는 차이가 거의 없는데, 유일한 차이점은 SS109탄은 심의 재질이 알루미늄이 아닌 납이라는 것이다. FN 사가 판매하지 못한 남은 SS109의 잔고는 민간인에게 판매가 허용되어있다.
FN사는 이 탄이 소구경 권총탄을 염두에 둔 방탄복은 쉽게 관통할 수 있으나, 5.56 × 45 mm 나토 탄을 방어해 낼 수 있는 레벨 III 등의 방탄복 등에는 효력이 없다고 명시하였다. 젤라틴 테스트를 시도한 결과, 25cm에서 33cm의 관통력을 지닌것으로 확인되었다.

### L191 예광탄
연소성 화학물질이 추진체 후부에 포장되어있다. 이 화학물질은 연소되면서 200m 내에서 확인가능한 조명을 발산한다. SS190과 거의 동일하다.(탄두가 붉은색으로 도색되어있으면 L191 예광탄이다.) 민간인에게 판매가 금지되어있다.

### SS192 할로포인트
1.8g의 알루미늄 심을 사용한 움푹한 탄두를 사용한다. SS195LF 탄과 다른 점은 뇌관의 색깔이 황동색이라는 것이다. 더 이상 생산되지 않으며, 이 탄의 역할은 SS195LF탄이 대체하고 있다.

### SB193 아음속탄
3.6g의 시에라 게임 킹 FMJBT 추진체를 사용한다. 낮은 총구 에너지 덕에 P90에 젬테크 소음기를 장착했을 경우, 초음속탄에서 흔히 발생하는 공기를 찢는듯한 소리를 없앨 수 있다. 관통력이 매우 낮고 유효 사거리가 매우 짧으나, 반동이 적다는 장점이 있다. 탄두가 백색으로 도색되어있다. 민간인에게 판매가 금지되어있다.